# Энтони, Мишель
Мишель Энтони (англ. Michele Anthony) — исполнительный вице-президент компании Universal Music Group, член совета директоров.

## Биография
Карьера Мишель Энтони началась в 12 лет. Она стала помогать своему отцу, музыкальном менеджеру Ди Энтони, который работал с Тони Беннеттом, Питером Фрэмптоном и Джо Кокером. Позже Мишель стала музыкальным юристом, представляя интересы музыкальной группы из Сиэтла Mother Love Bone, члены которой впоследствии создадут группу Pearl Jam.
В 1990 году Мишель Энтони устроилась на работу в Sony Music. На протяжении почти двух десятилетий она работала в компании, постепенно продвигаясь по службе. После смены руководства Sony BMG в 2006 году, руководители Sony Music президент Мишель Энтони и глава правления Дон Айнер, на протяжении многих лет работавшие вместе, подали в отставку. Энтони основала свою консалтинговую компанию, клиентами которой был Pearl Jam, Soundgarden, Принс и Бьорк.
В 2012 году Мишель Энтони помогла провести фестиваль Global Citizen Festival. В следующем году она присоединилась к Universal, став работать на Люсьена Грейнжа, одного из самых влиятельных людей в музыкальной индустрии, с которым она заключала сделки ещё в 80-е годы.
В Universal Music Мишель Энтони занимает должность исполнительного вице-президента, и является наиболее высокопоставленной женщиной компании в сфере звукозаписи. Она занимается управлением американскими лейблами, включая Interscope Geffen A&M и Def Jam Recordings, контролирует мерчандайзинг, а также кинематографические, телевизионные и театральные проекты.
В 2014 году журнал Billboard назвал Мишель Энтони главной женщиной-руководителем в мировой музыкальной индустрии.